# Senegal en los Juegos Olímpicos
Senegal en los Juegos Olímpicos está representado por el Comité Nacional Olímpico y Deportivo Senegalés, creado en 1961 y reconocido por el Comité Olímpico Internacional en 1963.
Ha participado en dieciséis ediciones de los Juegos Olímpicos de Verano, su primera presencia tuvo lugar en Tokio 1964. El deportista Amadou Dia Ba logró la única medalla olímpica del país en las ediciones de verano, al obtener en Seúl 1988 la medalla de plata en atletismo en la prueba de 400 metros vallas.
En los Juegos Olímpicos de Invierno ha participado en cinco ediciones, siendo Sarajevo 1984 su primera aparición estos Juegos. El país no ha conseguido ninguna medalla en las ediciones de invierno.

## Medallero

### Por edición
| Evento              | Oro | Plata | Bronce | Total |
| ------------------- | --- | ----- | ------ | ----- |
| Tokio 1964          | 0   | 0     | 0      | 0     |
| México 1968         | 0   | 0     | 0      | 0     |
| Múnich 1972         | 0   | 0     | 0      | 0     |
| Montreal 1976       | 0   | 0     | 0      | 0     |
| Moscú 1980          | 0   | 0     | 0      | 0     |
| Los Ángeles 1984    | 0   | 0     | 0      | 0     |
| Seúl 1988           | 0   | 1     | 0      | 1     |
| Barcelona 1992      | 0   | 0     | 0      | 0     |
| Atlanta 1996        | 0   | 0     | 0      | 0     |
| Sídney 2000         | 0   | 0     | 0      | 0     |
| Atenas 2004         | 0   | 0     | 0      | 0     |
| Pekín 2008          | 0   | 0     | 0      | 0     |
| Londres 2012        | 0   | 0     | 0      | 0     |
| Río de Janeiro 2016 | 0   | 0     | 0      | 0     |
| Tokio 2020          | 0   | 0     | 0      | 0     |
| París 2024          | 0   | 0     | 0      | 0     |
| TOTAL               | 0   | 1     | 0      | 1     |

| Evento              | Oro | Plata | Bronce | Total |
| ------------------- | --- | ----- | ------ | ----- |
| Sarajevo 1984       | 0   | 0     | 0      | 0     |
| Calgary 1988        | –   | –     | –      | –     |
| Albertville 1992    | 0   | 0     | 0      | 0     |
| Lillehammer 1994    | 0   | 0     | 0      | 0     |
| Nagano 1998         | –   | –     | –      | –     |
| Salt Lake City 2002 | –   | –     | –      | –     |
| Turín 2006          | 0   | 0     | 0      | 0     |
| Vancouver 2010      | 0   | 0     | 0      | 0     |
| 2014 – 2022         | –   | –     | –      | –     |
| TOTAL               | 0   | 0     | 0      | 0     |

### Por deporte
Deportes de verano
| Evento    | Oro | Plata | Bronce | Total |
| --------- | --- | ----- | ------ | ----- |
| Atletismo | 0   | 1     | 0      | 1     |
| TOTAL     | 0   | 1     | 0      | 1     |